# Pleuronea decorata
Pleuronea decorata är en mossdjursart som beskrevs av Canu och Bassler 1929. Pleuronea decorata ingår i släktet Pleuronea och familjen Tubuliporidae. Inga underarter finns listade i Catalogue of Life.